# فيكتور راموس فيريرا
فيكتور راموس فيريرا (بالبرتغالية: Victor Ramos‏) (5 مايو 1989 بسالفادور في البرازيل - ) هو لاعب كرة قدم برازيلي في مركز الدفاع. شارك مع منتخب البرازيل تحت 20 سنة لكرة القدم. أما مع النوادي، فقد لعب مع ستاندارد لييج ونادي بالميراس ونادي فاسكو دا غاما ونادي فيتوريا ونادي مونتيري.

## وصلات خارجية
- فيكتور راموس فيريرا على موقع قاعدة بيانات كرة القدم.إي يو (الإنجليزية)
- فيكتور راموس فيريرا على موقع Soccerway.com (الإنجليزية)
- فيكتور راموس فيريرا على موقع عالم كرة القدم.نت (الإنجليزية)